# Guy Bellemans
Guy Bellemans (1940) is een gewezen Belgische onderzoeksrechter. Na zijn humaniora aan het Heilig-Hartcollege (Ganshoren) studeerde hij rechten en werd rechter. Zijn naam is vooral verbonden aan de omkoopzaak Standard-Waterschei, een van de grootste schandalen in het Belgische voetbal.
Bellemans werd als onderzoeksrechter aangesteld in de tweede moord van de Bende van Nijvel. Het slachtoffer was de conciërge van het restaurant L’Auberge du Chevalier in Beersel, eigendom van ex-voetballer Jef Jurion. Tijdens het onderzoek van de boekhouding van Jurion stootte Bellemans op een zwart-geldcircuit en via dat onderzoek legde hij in 1984 vele zwart-geldcircuits in het Belgische voetbal bloot.
Via deze zwart-geldcircuits ontdekte hij dat er een luchtje zat aan de wedstrijd Standard Luik-Thor Waterschei van 8 mei 1982, de wedstrijd waarin Standard zich verzekerde van zijn zevende landstitel, 11 jaar na de vorige titel. Roger Petit en Raymond Goethals, respectievelijk de toenmalige voorzitter en trainer van Standard, hadden ervoor gezorgd dat de spelers van Standard, via de toenmalige aanvoerder Eric Gerets, hun winstpremies aan de spelers van Waterschei hadden afgegeven, zodat ze niet voluit hoefden te gaan tijdens deze omstreden wedstrijd. Zo konden ze in alle rust de titel binnenhalen en hun krachten sparen voor de finale van Europacup II tegen FC Barcelona, die ze overigens verloren. Deze zaak, het grootste voetbalschandaal van België, bezorgde Bellemans de bijnaam "sheriff".
In 1988 volgde de Volksunieaffaire waarbij hij onderzoek verrichtte naar bewijzen van gesjoemel in de omgeving van de VU'ers Hugo Schiltz en Willy Kuijpers. Echt bewijs werd er niet gevonden en zij werden ook nooit in officiële staat van beschuldiging gesteld. Kort daarop besliste toenmalig minister van Justitie Melchior Wathelet om het mandaat van Bellemans als onderzoeksrechter niet te verlengen. Dat is destijds gezien als een politieke afrekening omdat er te veel controverse rond de figuur van Bellemans bestond. Hij werd ‘gepromoveerd’ tot zetelend rechter en boog zich jarenlang over echtscheidingsprocedures.
Eind jaren '90 werd hij benoemd tot voorzitter van de Brusselse raadkamer en verwees in december 2002 nog toenmalig VLD-campagneleider Noël Slangen door naar de rechtbank voor vermoedelijk gesjoemel met overheidsgelden.
In 2007 hing hij zijn toga definitief aan de haak.